# Taufkirchen (München)
 For alternative betydninger, se Taufkirchen. (Se også artikler, som begynder med Taufkirchen)
Taufkirchen er en kommune i Landkreis München i (Oberbayern) i den tyske delstat Bayern. Den ligger otte kilometer syd for udkanten af byen München mellem Unterhaching og Oberhaching. På grund af nærheden til München er den tidligere landbrugsby nu blevet en forstad med bystruktur og flere erhvervsområder.

## Geografi
Taufkirchen ligger i dalen til Hachinger Bach, der er det eneste vandløb, der igen siver ned i undergrunden i sletten Münchner Schotterebene.